# Liste des lignes à grande vitesse

## Afrique

### Maroc
À la suite d'études de faisabilité lancées en 2004 par les premiers ministres français et marocain de l'époque, Jean-Pierre Raffarin et Driss Jettou, un accord bilatéral a été signé le 22 octobre 2007 pour la réalisation d'une ligne de 197 kilomètres, limitée dans un premier temps à Tanger - Kénitra. Sa livraison est prévue dans un premier temps pour fin 2015 avant d'être repoussée à 2017.
Cette ligne permettra de réduire le temps de parcours entre Tanger et Casablanca à 2 heures 10, contre 4h45 heures auparavant. La moitié du contrat, évalué à 2 milliards d'euros, a été confié à trois entreprises françaises: RFF, la SNCF et Alstom, cette dernière étant plus particulièrement chargée de la livraison de 14 rames TGV Duplex.
Les travaux de construction ont été lancés le 29 septembre 2011 pour une mise en service effectuée le 27 novembre 2018.

#### Ligne en service

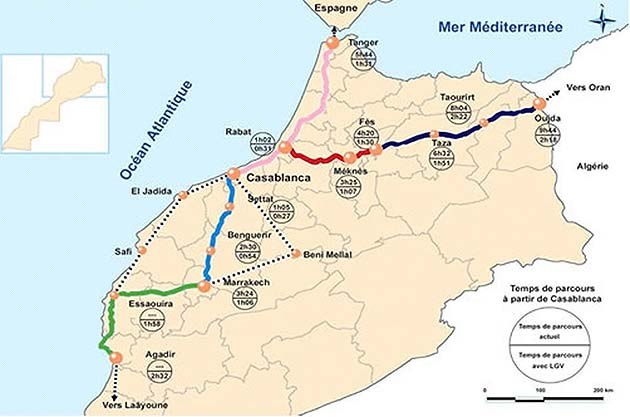
Lignes à grande vitesse prévues d'ici 2035 au Maroc.

- LGV Tanger - Kénitra

#### Ligne en construction
- La seconde section de LGV entre Kenitra et Marrakech (axe : ligne "Atlantique" Tanger-Agadir) est en chantier[4] ; une ouverture est prévue au service commercial au plus tard en 2030.

#### Lignes en projet
- - LGV Marrakech - Agadir  Elle fait partie du prolongement de la ligne "Atlantique" Tanger-Agadir. La ligne doit être construite d'ici 2029, dans la perspective de la coupe du monde de football de 2030 dont une partie se déroule au Maroc. En août 2024, le contrat d’assistance à maîtrise d’ouvrage pour la construction des 430 km de lignes nouvelles à grande vitesse, a été confié[5] à un groupement franco - marocain composé notamment d’Egis et Systra.
- LGV Rabat - Oujda en passant par Fès et Meknès. Elle fait partie de la ligne "Maghrébine" qui à terme devra relier Rabat à Alger et Tunis

### Égypte

#### Ligne en construction
En mai 2022, le gouvernement Égyptien a conclu avec le groupe Siemens un contrat de 8,1 milliards d'euros pour la construction de 2 000 kilomètres de voies ferrées à grande vitesse.
Ce réseau sera classé sixième réseau ferroviaire à grande vitesse au monde, et se composera de trois lignes. L'une dénommée "le canal de Suez sur rails" est une ligne de 660 kilomètres reliant les villes portuaires d’Ain Sokhna sur la mer Rouge à Marsa Matrouh et Alexandrie sur la Méditerranée. La deuxième ligne sera longue d’environ 1 100 kilomètres et reliera Le Caire à Abou Simbel près de la frontière soudanaise, reliant la mégapole aux centres économiques émergents du sud. La troisième ligne couvrira environ 225 kilomètres et reliera les sites archéologiques du patrimoine mondial de Louxor à Hurghada au bord de la mer Rouge.
La première ligne passera par 21 gares dont la ville côtière d'Alexandrie et la nouvelle capitale administrative devrait être opérationnelle en 2023.

## Amérique du Nord

### États-Unis

Réseau de LGV aux États-Unis.

#### Lignes opérationnelles
- Brightline West
- Northeast Corridor

#### Lignes en construction
- California High-Speed Rail

## Asie

Réseau de LGV en Asie centrale
Réseau de LGV en Asie de l'Est

### Arabie saoudite
Ligne en service
- La LGV Haramain[9] est une ligne ferroviaire à grande vitesse de 450 km de longueur reliant La Mecque à Médine via Djeddah : la vitesse commerciale des trains circulant sur la ligne est de 300 km/h.

### Chine

Réseau de LGV en Chine

Le réseau de lignes à grande vitesse de la Chine est le premier au niveau mondial, comptant à la mi-septembre 2024 environ 46 000 km de voies ferrées de plus de 250 km/h soit environ 87 % du réseau mondial à grande vitesse,.
En décembre 2013, la Chine comptait 34 lignes ferroviaires à grande vitesse.
Le développement de seize grands axes (huit nord-sud et huit est-ouest) parcourant l'ensemble du territoire chinois, et desservant la plupart des grandes villes chinoises, est en cours de construction. Ces axes étant prévues pour une exploitation commerciale à 250 km/h et d'autres à 350 km/h.

#### Lignes en service

##### Huit verticales: Nord-Sud

###### Axe littoral
Parcours : Dalian (Dandong) - Tianjin - Qingdao (Yantai) - Shanghai - Fuzhou - Shenzhen - Beihai (Fangchenggang)
- LGV Qinhuangdao - Shenyang (en) : 404 km, 250 km/h (2003)
- LGV Ningbo - Taizhou - Wenzhou : 268 km, 250 km/h (2009)
- LGV Wenzhou - Fuzhou : 298 km, 250 km/h (2009)
- LGV Fuzhou - Xiamen (en) : 275 km (2010)
- LGV Xiamen - Shenzhen (en) : 512 km (2013)

###### Axe Jing-hu(Pékin - Shanghai)
Parcours : Pékin - Tianjin - Jinan - Nanjing - Shanghai (Hangzhou) / Nanjing - Hangzhou / Bengbu - Hefei - Hangzhou
- LGV Pékin - Shanghai : 1 302 km, 350 km/h (2011)
- LGV Hefei - Bengbu : 131 km, 350 km/h (2012)

###### Axe Jing-gang(tai)(Pékin - Hong Kong (Taipei))
Parcours : Pékin - Xiong'an - Hefei (Huanggang) - Nanchang - Shenzhen - Hong Kong / Hefei - Fuzhou - Taipei / Nanchang - Fuzhou - Putian
- LGV Shangqiu - Hangzhou (en) : 798 km, 350 km/h (2020)
- LGV Canton - Shenzhen - Hong Kong : 142 km, 300 km/h (2011-2018)
- LGV Hefei - Fuzhou (LGV Pékin - Taipei) : 813 km, 350 km/h (2015)
- Ligne Fuzhou - Pingtan (en) : 88 km, 200 km/h (2020)

###### Axe Jing-ha(Pékin - Harbin)/ Jing-gang-ao(Pékin - Hong Kong - Macao)
Parcours : Harbin - Changchun - Shenyang - Pékin - Shijiazhuang - Zhengzhou - Wuhan - Changsha - Guangzhou - Shenzhen - Hong Kong / Guangzhou - Macao
- LGV Pékin - Harbin (en) : 1 236 km, 350 km/h (2012-2021)
  - LGV Harbin - Dalian (en) : 921 km (2012)
- LGV Pékin - Canton : 2 118 km, 350 km/h (2009-2012)
  - LGV Wuhan - Canton : 968 km (2009)
- LGV Canton - Shenzhen - Hong Kong : 142 km, 300 km/h (2011-2018)

###### Axe Hu-nan(Hohhot - Nanning)
Parcours : Hohhot - Datong - Taiyuan - Zhengzhou - Xiangyang - Changde - Yiyang - Shaoyang - Yongzhou - Guilin - Nanning

###### Axe Jing-kun(Pékin - Kunming)
Parcours : Pékin - Xiong'an - Taiyuan - Xi'an - Chengdu (Chongqing) - Kunming / Pékin - Zhangjiakou - Datong - Taiyuan
- LGV Xi'an - Chengdu : 683 km, 200 km/h (2017)
- LGV Pékin - Zhangjiakou : 174 km, 350 km/h (2020), a pilotage assisté (un pilote demeure en cabine ) ligne inter-cité

###### Axe Bao(yin)-hai(Baotou (Yinchuan) - Hainan)
Parcours : Baotou - Xi'an- Chongqing - Guiyang - Nanning - Haikou (Sanya) / Yinchuan - Xi'an
- LGV périphérique Est de Hainan : 308 km (2010)

###### Axe Lan(xi)-guang(Lanzhou (Xining) - Guangzhou)
Parcours : Lanzhou (Xining) - Chengdu (Chonqing) - Guangzhou

##### Huit horizontales: Est-Ouest

###### Axe Sui-man(Suifenhe - Manzhouli)
Parcours : Suifenhe - Mudanjiang - Harbin - Qiqihar - Halar - Manzhouli

###### Axe Jing-lan(Pékin - Lanzhou)
Parcours : Pékin - Hohhot - Lanzhou - Yinchuan

###### Axe Qing-yin(Qingdao - Yinchuan)
Parcours : Qingdao - Jinan - Shijiazhuang - Taiyuan - Yinchuan
- LGV Jiaozhou - Jinan : 362 km, 250 km/h (2008)
- LGV Jinan - Qingdao : 308 km, 350 km/h (2018)

###### Axe Pont continental eurasien
Parcours : Lianyungang - Xuzhou - Zhengzhou - Xi'an- Lanzhou - Xining - Urumqi
- LGV Xuzhou - Lanzhou : 1 363 km (2016 : Xuzhou - Zhengzhou ; 2010 : Zhengzhou - Xi'an ; 2013 : Xi'an - Baoji ; 2017 : Baoji - Lanzhou)
- LGV Lanzhou - Ürümqi : 1 776 km, 250 km/h (2014)

###### Axe du fleuve Yangtsé
Parcours : Shanghai - Nanjing - Hefei - Wuhan - Chongqing - Chengdu / Nanjing - Wuhan - Chongqing / Wanzhou - Chongqing - Chengdu
- LGV Shanghai - Nankin : 323 km, 300 km/h (2010), ligne inter-cité
- LGV Nankin - Hefei (en) : 166 km (2008)
- LGV Hefei - Wuhan (en) : 351 km (2009)
- Ligne de Wuhan à Chengdu, en passant par Yichang, Lichuan, Chongqing et Suining : 1 214 km (2009-2014) la vitesse des trains y est limitée à 200 km/h

###### Axe Hu-kun(Shanghai - Kunming)
Parcours : Shanghai - Hangzhou - Nanchang - Changsha - Guiyang - Kunming
- LGV Shanghai - Kunming : 2 266 km, 350 km/h (2010-2016)
  - LGV Shanghai - Hangzhou : 173 km, 350 km/h (2010)
  - LGV Hangzhou - Changsha : 911 km, 350 km/h (2014)
  - LGV Changsha - Kunming (en) : 1 167 km, 350 km/h (2014-2016)

###### Axe Xia-yu(Xiamen - Chongqing)
Parcours : Xiamen - Changsha - Zhangjiajie - Chongqing

###### Axe Guang-kun(Guangzhou - Kunming)
Parcours : Guangzhou - Nanning - Kunming
Autres lignes
- LGV Pékin - Tianjin : 115 km (2008)
- LGV Shijiazhuang – Taiyuan (en) (de Shijiazhuang à Taiyuan) : 190 km (2009)
- Ligne Yichang – Wanzhou (en) (de Yichang à Wanzhou) : 377 km (2010) — Ce n'est pas une LGV : la vitesse des trains y est limitée à 200 km/h
- LGV Nanchang – Jiujiang (en) (de Nanchang à Jiujiang) : 138 km (2010)
- LGV Changchun – Jilin (en) (de Changchun à Jilin) : 111 km (2011)
- LGV Nankin - Hangzhou (en) (de Nankin à Hangzhou) : 254 km (2013)
- LGV Hangzhou - Ningbo (en) (de Hangzhou à Ningbo) : 155 km (2013)
- LGV Panjin-Yingkou (de Panjin à Yingkou) : 90 km (2013)
- LGV Tianjin - Qinhuangdao (en) (de Tianjin à Qinhuangdao) : 261 km (2013)
- LGV Wuhan - Xianning (en) (de Wuhan à Xianning) : 76 km (2013) (ligne suburbaine à grande vitesse)
- LGV Liuzhou - Nanning (de Liuzhou à Nanning) : 223 km (2013)
- LGV Dandong - Dalian (en) (de Dandong à Dalian) : 293 km (2015)

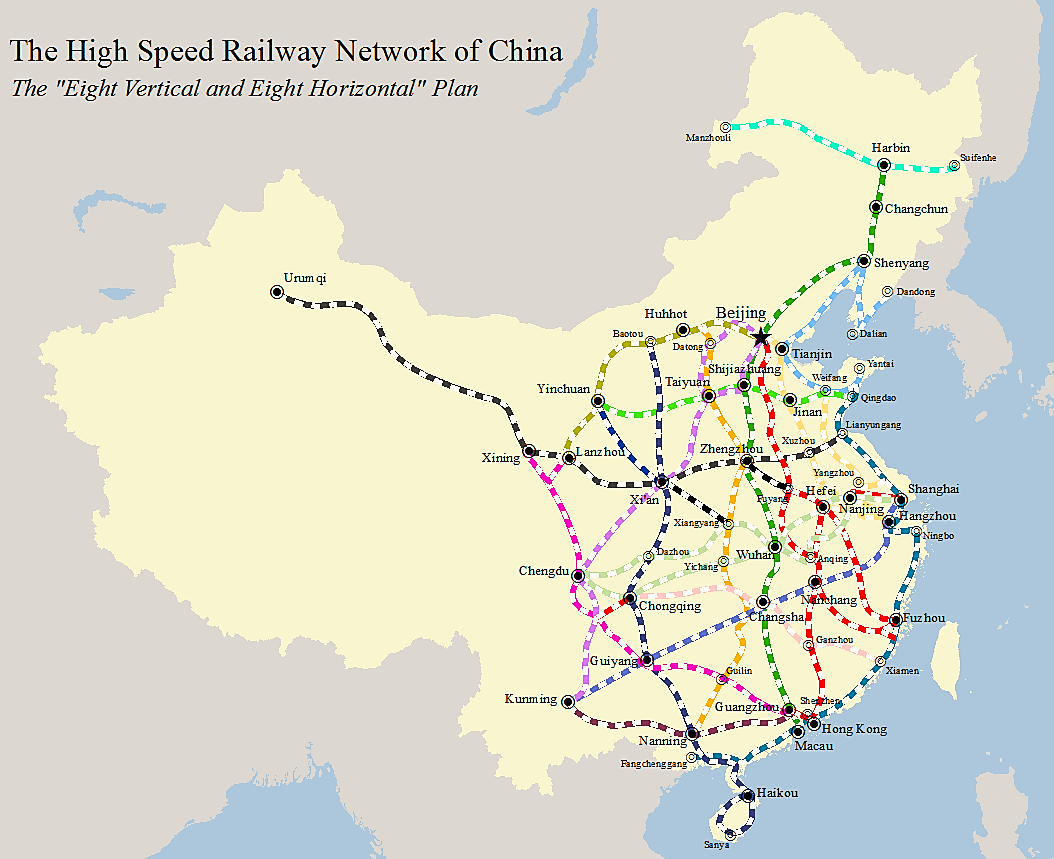
Plan du réseau à grande vitesse 8+8

- LGV Qingdao - Taiyuan : longue de 873 km, commencée le 1er juin 2005
- LGV Shanghai - Wuhan - Chengdu : longue de 2 078 km, commencée le 1er décembre 2003
- LGV Tianjin - Shenyang : longue de 665 km, commencée en 1999
- LGV Chengdu - Canton : longue de 1 373 km, commencée le 13 octobre 2008
- LGV Datong - Xi'an : longue de 859 km, commencée le 3 décembre 2009
- LGV Shangqiu - Hangzhou : longue de 770 km, commencée en 2010
- LGV Yunnan - Guangxi : longue de 710 km, commencée le 27 décembre 2010
- LGV Tianjin - Baoding : longue de 158 km, commencée le 18 mars 2011

### Corée du Sud
Lignes en service

Réseau de LGV en Corée

- LGV du Gyeongbu (KTX) : (2004, 1re phase de Séoul à Daegu ; 2010, 2e phase de Daegu à Pusan ; 2015, 3e phase avec les contournements de Daejeon et de Daegu)
- LGV de Suseo (KTX) : relie Suseo à la LGV du Gyeongbu (2014)
- LGV du Honam (KTX) : de Osong à Mokpo (avril 2015)

### Israël
Ligne en projet
- Train à grande vitesse Tel-Aviv Eilat, en projet

### Indonésie
- LGV entre Jakarta et Bandung[13]

### Japon

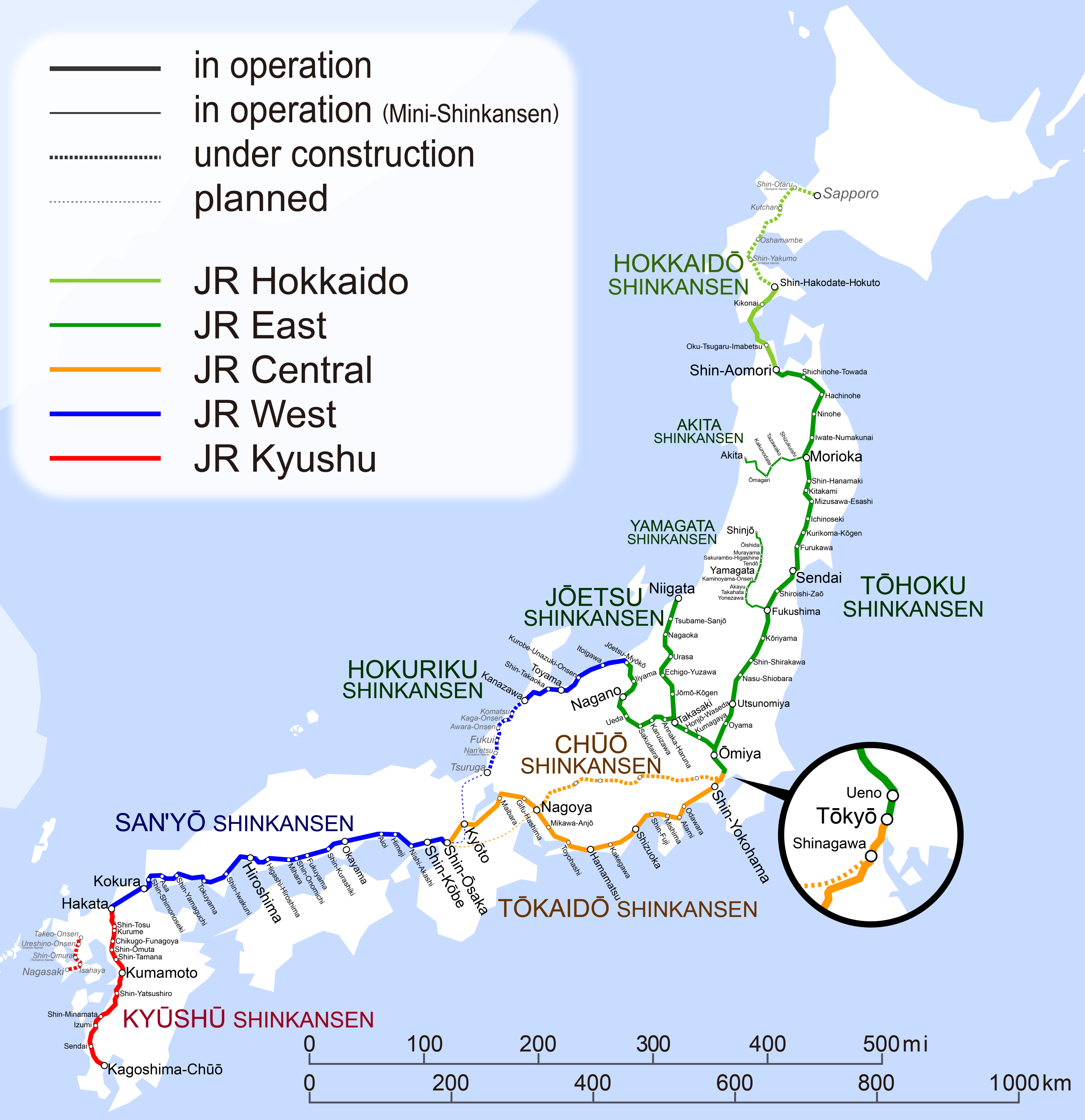
Réseau de LGV au Japon

#### Lignes en service
- Ligne Shinkansen Tōkaidō, mise en service en 1964, entre la gare de Tokyo et la gare de Shin-Osaka
- Ligne Shinkansen Sanyō entre la gare de Shin-Osaka et Hakata (Fukuoka), 1re phase entre la gare de Shin-Osaka et Okayama mise en service en 1972 et 2e phase entre Okayama et Hakata (Fukuoka) en 1975
- Ligne Shinkansen Tōhoku, 1re phase entre Ōmiya et Morioka mise en service en 1982, 2e phase entre Ueno et Ōmiya mise en service en 1985, 3e phase entre Tokyo et Ueno mise en service en 1991, 4e phase entre Morioka et Hachinohe mise en service en 2003 et 5e phase entre Hachinohe et Shin-Aomori mise en service le 4 décembre 2010
- Ligne Shinkansen Jōetsu entre Ōmiya et Niigata, mise en service en 1982
- Ligne Shinkansen Hokuriku 1re phase entre Takasaki et Nagano mise en service en 1997
- Ligne Shinkansen Kyūshū, 1re phase entre Shin-Yatsushiro et Kagoshima-Chuō mise en service en 2004 et 2e phase entre Shin-Yatsushiro et Hakata mise en service le 12 mars 2011
- Nagano-Kanazawa (Hokuriku-Shinkansen 2e phase, mise en service au printemps 2015 pour Toyama et Kanazawa)
- Aomori- Shin-Hakodate (Hokkaidō-Shinkansen 1re phase, mise en service en mars 2016)

### Malaisie-Singapour
Ligne en projet
Il existe un projet de LGV entre Kuala Lumpur et Singapour (ouverture prévue pour 2031)

### Taïwan

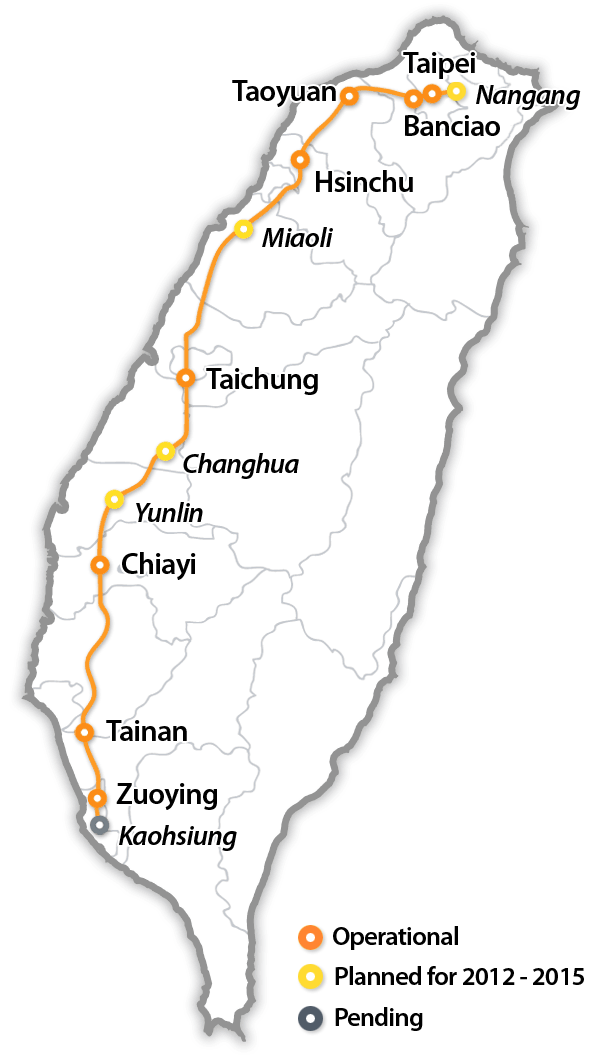
Ligne de LGV de Taiwan

#### Ligne en service
- Ligne à grande vitesse de Taïwan : de Taipei à Kaohsiung (2007)

### Turquie
Lignes en service

Le réseau de la Turquie avec les lignes à grande vitesse

- La LGV Ankara-Istanbul : (2009 : Ankara - Eskişehir 2014 : Eskişehir - Istanbul).
- La LGV Ankara-Konya (2011)
- LGV Ankara - Sivas (2023)
- LGV Istanbul - Sivas (2024)

Lignes en construction
- LGV Bursa - Bilecik (première section entre Bursa et Yenişehir)[15]
- LGV Ankara - Izmir (première section de Polatlı à Afyon)

Lignes en projet
- LGV Eskişehir - Antalya (étude de fuseaux)
- LGV Trabzon - Erzincan (étude de fuseaux)
- LGV Istanbul - Edirne - Kapikule (frontière bulgare)
- LGV Ankara - Kayseri
- LGV Konya - Antalya
- LGV Ankara - Samsun
- LGV Gaziantep - Alep (Syrie) (projet suspendu à cause des événements de 2012 en Syrie)

### Viêt Nam
Ligne en projet
- Ligne à grande vitesse Nord-Sud (Hanoï - Hô-Chi-Minh-Ville, prévue pour 2035, mais le projet a été abandonné par l'assemblée nationale le 19 juin 2010[16]. En 2019, le projet est à nouveau évoqué[17].

## Europe

Réseau de LGV en Europe

En Europe, le réseau de LGV s'insère dans le projet de Réseau transeuropéen de transport.
Si chaque pays peut disposer d'un réseau domestique à grande vitesse, les réseaux à grande vitesse peuvent également interconnecter différents pays.
C'est déjà le cas entre différents pays comme l'Espagne, la France, la Belgique, et l'Allemagne. Les Iles britanniques sont également connectées. Un projet d'axe oriental existe, la Magistrale européenne qui reliera au départ de Paris, l'Allemagne, l'Autriche, l'Europe de l'Est.

### Allemagne

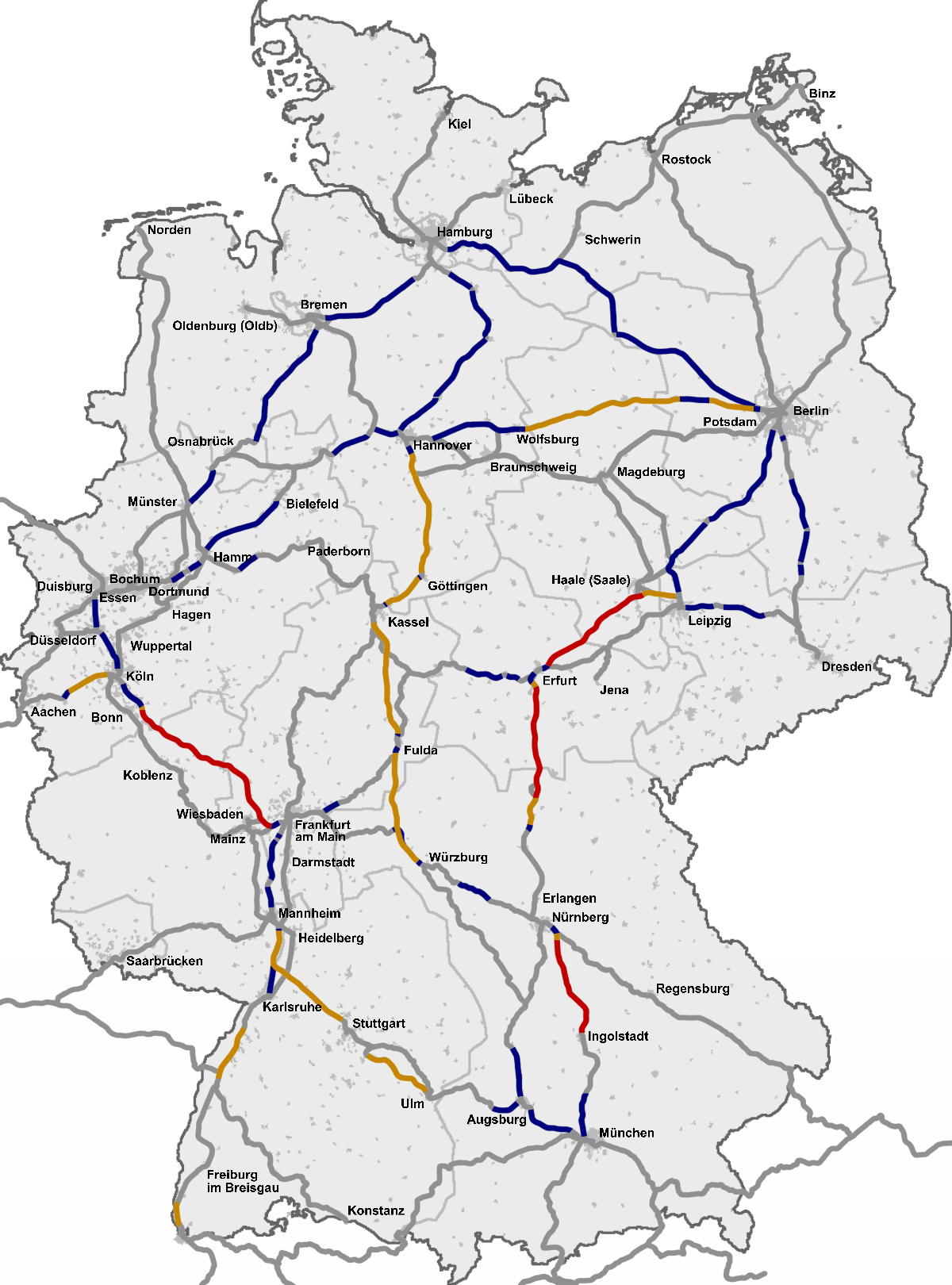
Réseau de lignes à grande vitesse en Allemagne

- LGV à 300 km/h
- LGV à 250 km/h ou plus
- Ligne à 200 km/h ou plus
- Ligne classique, parfois modifiée pour aller à 160 km/h

#### Lignes en service
- LGV Hanovre - Wurtzbourg (1988 entre Fulda et Wurtzbourg, 1991 entre Hanovre et Fulda)
- LGV Mannheim - Stuttgart (1991)
- LGV Hanovre - Berlin (1998)
- LGV Cologne - Rhin/Main (2002)
- Ligne de Berlin à Hambourg (2004) (ligne classique aménagée pour des vitesses jusqu'à 230 km/h)
- LGV Cologne - Aix-la-Chapelle (2003)
- LGV Nuremberg - Ingolstadt (2006)
- LGV Erfurt - Leipzig / Halle (2015)
- Karlsruhe - Bâle (mise en service par tronçons à partir de fin 2012)
- LGV Nuremberg – Erfurt (2017)
- Stuttgart-Ulm (2022[18])

#### Lignes en construction
- Ulm-Munich
- LGV Francfort-Mannheim (mise en service prévue entre 2028 et 2030)
- Ligne Nykøbing Falster-Lübeck vie le tunnel du Fehmarn Belt. (2028 ; Projet Germano-Danois)

### Autriche

#### Ligne en service
- Ligne de l'Ouest (Autriche) entre Vienne et Salzbourg, mise en service le 9 décembre 2012

#### Ligne en construction
- Tunnel de base du Brenner sous la frontière italo-autrichienne, dont les travaux ont commencé en 2008 et devraient s'achever à l'horizon 2032.

### Belgique

Lignes à grande vitesse en Belgique

#### Lignes en service
- LGV 1 : (Bruxelles) – Hal – frontière française (1997)
- LGV 2 : (Bruxelles) – Louvain – Ans – (Liège) (2002)
- LGV 3 : (Liège) – Chênée – bifurcation Hammerbrücke - (frontière allemande) (2009)
- LGV 4 : (Bruxelles) – Anvers – frontière néerlandaise (2009) (utilisée par des trains du service intérieur reliant la gare d'Anvers-Central à la gare de Noorderkempen)

### Danemark

#### Lignes en service
- Ligne Copenhague-Ringsted (en) reliant Copenhague à Ringsted en passant par Køge[19].

#### Lignes en construction
- Ligne Nykøbing Falster-Lübeck vie le tunnel du Fehmarn Belt. (2028 ; Projet Germano-Danois)

### Espagne

Espagne

L'Espagne s'est engagée dans un ambitieux plan de construction de lignes à grande vitesse, visant à mettre toutes les capitales régionales du pays à moins de 3 h de Madrid et 5 h 30 de Barcelone à l'horizon 2020[réf. nécessaire]. Dans le cadre de ce plan, ce ne sont pas moins de 7 000 km de lignes nouvelles qui devraient être mises en service au cours des prochaines années[réf. nécessaire].
Depuis mai 2023, le réseau ferroviaire à grande vitesse espagnol est le plus long réseau LGV d'Europe avec 3 966 km, et le deuxième plus long au monde, après celui de la Chine.
| Lignes dont la vitesse est supérieure à 200 km/h | Inauguration | Longueur totale | Vitesse > 240 km/h | Vitesse < 240 km/h | Échangeurs | Talleres | Voie double | Voie unique |
| ------------------------------------------------ | ------------ | --------------- | ------------------ | ------------------ | ---------- | -------- | ----------- | ----------- |
| Madrid-Sevilla                                   | 21/04/1992   | 478,395         | 470,320            |                    | 3,075      | 5,000    | 471,400     | 6,995       |
| Madrid-Barcelona                                 | 20/02/2008   | 667,636         | 661,370            |                    | 6,066      | 0,200    | 652,056     | 15,580      |
| La Sagra-Toledo                                  | 16/11/2005   | 22,293          |                    | 20,664             |            | 1,629    | 22,293      |             |
| Madrid-Valladolid                                | 23/12/2007   | 181,331         | 168,717            | 10,592             | 2,022      |          | 168,717     | 12,614      |
| Córdoba-Málaga                                   | 24/12/2007   | 154,801         | 153,661            |                    | 0,440      | 0,700    | 154,101     | 0,700       |
| Olmedo-Medina                                    | 10/04/2008   | 19,900          |                    | 19,900             |            |          | 3,312       | 16,588      |
| Variante de Perales                              | 10/01/2009   | 5,553           |                    | 5,553              |            |          | 5,553       |             |
| Gabaldón-Albacete                                | 15/12/2010   | 73,388          | 72,981             |                    | 0,407      |          | 72,981      | 0,407       |
| Torrejón de Velasco-Valencia                     | 18/12/2010   | 362,486         | 362,414            |                    | 0,072      |          | 362,414     | 0,072       |
| Parte española de TP Ferro                       | 19/02/2009   | 19,766          | 19,766             |                    |            |          | 19,766      |             |
| Mollet-Girona y Figueres-TP Ferro                | 21/12/2010   | 78,035          | 48,900             | 29,135             |            |          | 78,035      |             |
| Orense-Santiago                                  | 11/12/2011   | 84,100          | 84,100             |                    |            |          | 83,059      | 1,041       |
| Variante de Yeles                                | 11/12/2011   | 5,700           |                    | 5,700              |            |          |             | 5,700       |
| Barcelona-Mollet y Girona-Figueres               | 09/01/2013   | 53,665          | 45,800             | 7,865              |            |          | 53,665      |             |
| Albacete-Alicante                                | 18/06/2013   | 165,037         | 165,037            |                    |            |          | 165,037     |             |
| Valladolid Campo Grande-León                     | 20/09/2015   | 166,128         | 131,514            | 34,614             |            |          | 82,181      | 83,947      |
| Olmedo-Zamora                                    | 17/12/2015   | 99,526          | 98,579             |                    | 0,947      |          | 30,797      | 68,729      |
|                                                  | Total km:    | 2.637,740       | 2.483,159          | 134,023            | 13,029     | 7,529    | 2.425,367   | 210,607     |

| Lignes dont la vitesse est supérieure à 200 km/h | Inauguration | Longueur totale | Vitesse > 240 km/h | Vitesse < 240 km/h | Échangeurs | Talleres | Voie double | Voie unique |
| ------------------------------------------------ | ------------ | --------------- | ------------------ | ------------------ | ---------- | -------- | ----------- | ----------- |
| Monforte del Cid-Murcia                          | 2018         | 58,069          | 58,069             |                    |            |          | 58.069      |             |
| Nudo de Venta de Baños-Burgos                    | 2018         | 89,879          | 89,879             |                    |            |          | 6,007       | 83,872      |
| Antequera Santa Ana-Granada                      | 2018         | 86,500          | 86,500             |                    |            |          | 15,600      | 70,900      |
| Zamora - Pedralba                                | 2018         |                 |                    |                    |            |          |             |             |
| Pedralba - Taboadela                             | 2020         |                 |                    |                    |            |          |             |             |
| Variante de Pajares                              | 2020         | 49,700          | 49,700             |                    |            |          | 8,400       | 41,300      |
|                                                  | Total km:    | 549,802         | 514,241            | 34,614             | 0,947      | 0,000    | 201,054     | 348,748     |

### France

Carte des TGV

#### Lignes en service
- LGV Sud-Est (1981 entre Sathonay-Camp et Saint-Florentin, puis 1983 entre Saint-Florentin et Lieusaint)
- LGV Atlantique (1989 pour le tronc commun et la branche Bretagne, 1990 pour la branche Aquitaine)
- LGV Nord (1993 entre Gonesse, le triangle de Fretin et le tunnel sous la Manche, puis 1996 entre le triangle de Fretin et la frontière belge)
- LGV Interconnexion Est (1994)
- LGV Rhône-Alpes (1992 entre Montanay et Saint-Quentin-Fallavier, 1994 entre Saint-Quentin-Fallavier et Saint-Marcel-lès-Valence)
- LGV Méditerranée (2001)
- LGV Est européenne (2007 pour la phase 1 de Vaires-sur-Marne à Baudrecourt et 2017 pour la seconde phase de Baudrecourt à Vendenheim)
- Ligne de Perpignan à Figueras (achevée en 2009, mise en service complète depuis le 19 décembre 2010)
- LGV Rhin-Rhône (phase 1 de la branche Est) : tronçon de Villers-les-Pots à Petit-Croix (2011)
- LGV Sud Europe Atlantique : entre Tours et Bordeaux (juillet 2017)
- LGV Bretagne-Pays de la Loire : entre Le Mans et Rennes (juillet 2017)
- Contournement ferroviaire de Nîmes et de Montpellier : 60 km de ligne à grande vitesse (décembre 2017 pour le fret ; 7 juillet 2018 pour les TGV[21]). La vitesse y est limitée à 220 km/h sur toute la ligne pour suporter la mixité de trafic.

#### Lignes en construction
- Tunnel de base du Mont-d'Ambin (2032, LGV Lyon-Turin)
- LGV Roissy - Picardie (2025)

#### Lignes en phase de travaux préparatoires
- Liaison ferroviaire transalpine Lyon - Turin.
- LGV Bordeaux - Toulouse

#### Lignes en projet
- 2d tronçon de la LGV Rhin-Rhône
- Ligne nouvelle Montpellier - Perpignan
- LGV Bordeaux - Espagne
- LGV PACA
- Ligne nouvelle Paris-Normandie, vitesse d'exploitation prévue entre 200 et 250 km/h seulement sur les quelques tronçons de lignes nouvelles (assimilable à une LGV) ; une réalisation par phases successives des différents tronçons jusqu'en 2045 au minimum.

### Italie

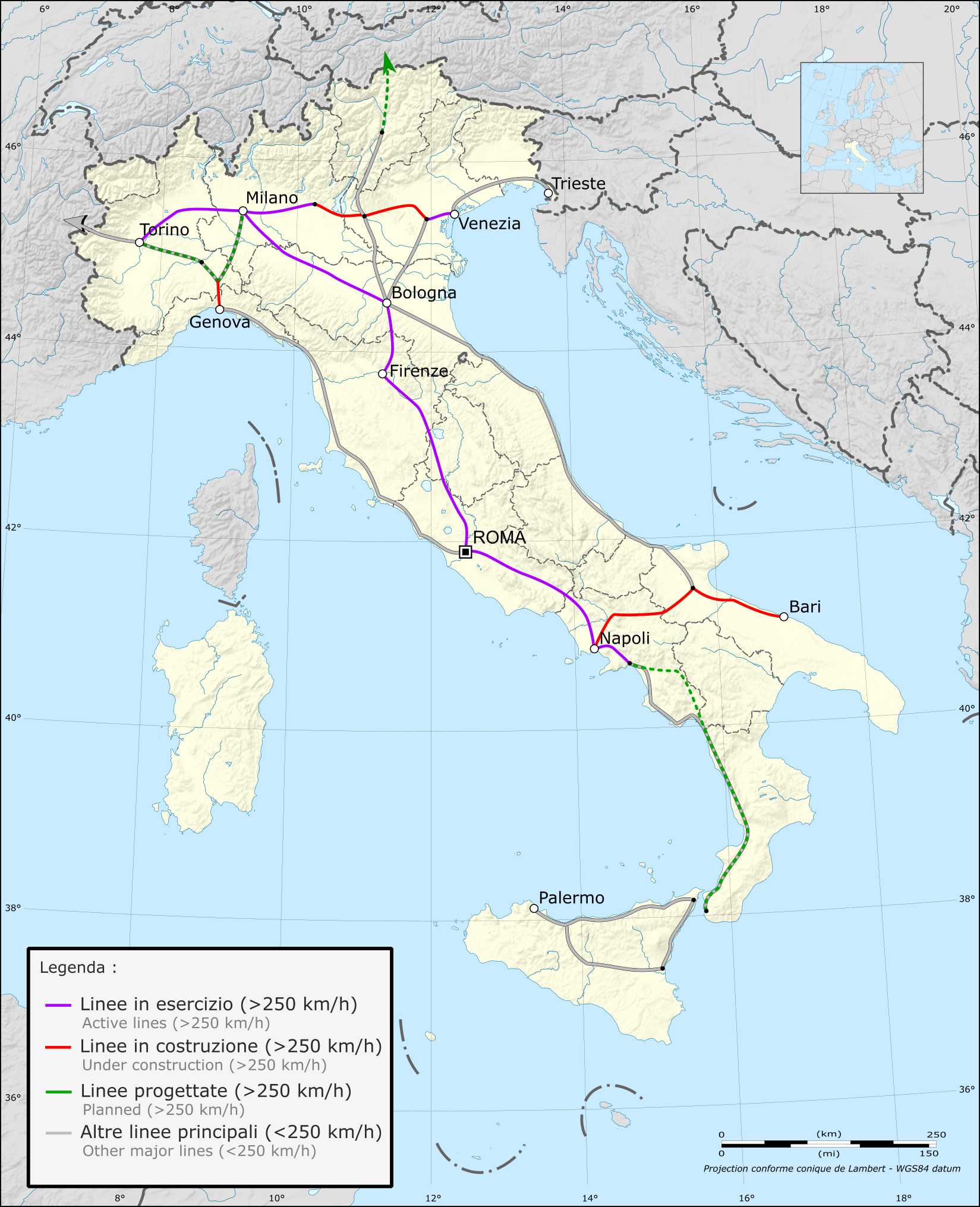
Réseau à grande vitesse en Italie

La première ligne à grande vitesse mise en service en Europe l'a été en Italie. Il s'agit de la Direttissima entre Florence et Rome (253,6 km), réalisée entre 1970 et 1992. La première partie de la ligne, entre la ville de Rome et Città della Pieve, de 138 km, a été mise en service le 24 février 1977, quatre ans avant la mise en service de la LGV Sud-Est en France. Les trains roulent à 200-250 km/h et le voyage dure 1 h 35. Le service est effectué par des trains Eurostar Italia (ETR série 450, 460, 470/480 et 500).
L'Italie a concentré ses efforts sur la technologie du Pendolino, sur la base des études de Fiat Ferroviaria (1960-1970) pour augmenter la vitesse des lignes traditionnelles.
La société RFI S.p.A. du groupe FS S.p.A. construit (parmi la société TAV S.p.A.)[pas clair] plusieurs nouvelles lignes de trains à grande vitesse (Alta Velocità) et haute capacité (Alta Capacità) AV-AC pour lier Turin à Trieste (Ouest-Est), Milan à Bologne, Florence, Rome, Naples et Salerne (Nord-Sud) en améliorant la technologie de la ligne Florence-Rome, 1 320 km de lignes à grande vitesse dont environ 870 km gérées par TAV S.p.A.

#### Lignes en service
- LGV Florence - Rome (Direttissima), première ligne à grande vitesse européenne, mise en service par tronçons entre 1977 et 1992 (« réélectrification » prévue en 25 kV)
- LGV Turin - Milan (2006 de Turin à Novare ; 2009 de Novare à Milan)
- LGV Rome - Naples (2005 de Rome à Gricignano di Aversa ; 2009 de Gricignano di Aversa à Naples)
- LGV Vérone - Venise (seul le tronçon de Padoue à Venise a été mis en service en 2007)
- LGV Milan - Vérone (2007 de Milan à Treviglio ; 2016 de Treviglio à Brescia). Le tronçon de Brescia à Vérone est en construction.
- LGV Milan - Bologne (2008)
- LGV Naples - Salerne (2008)
- LGV Bologne - Florence (2009)

#### Lignes en construction
- Liaison ferroviaire transalpine Vérone-Innsbruck-Munich (Corridor Scandinavie-Méditerranée), grâce au percement du Tunnel de base du Brenner sous la frontière italo-autrichienne, dont les travaux ont commencé en 2008 et devraient s'achever à l'horizon 2032.
- Liaison ferroviaire transalpine Lyon - Turin. Cette ligne franco-italienne nécessite le percement de trois importants tunnels sous les Alpes. Début des travaux 2016.
- LGV Milan - Vérone : tronçon de Brescia  à Vérone
- Milan-Gênes[22]

#### Ligne en projet
- LGV Vérone - Venise : tronçon de Vérone à Padoue

### Norvège
Ligne en service
- Ligne de Gardermoen

### Pays-Bas

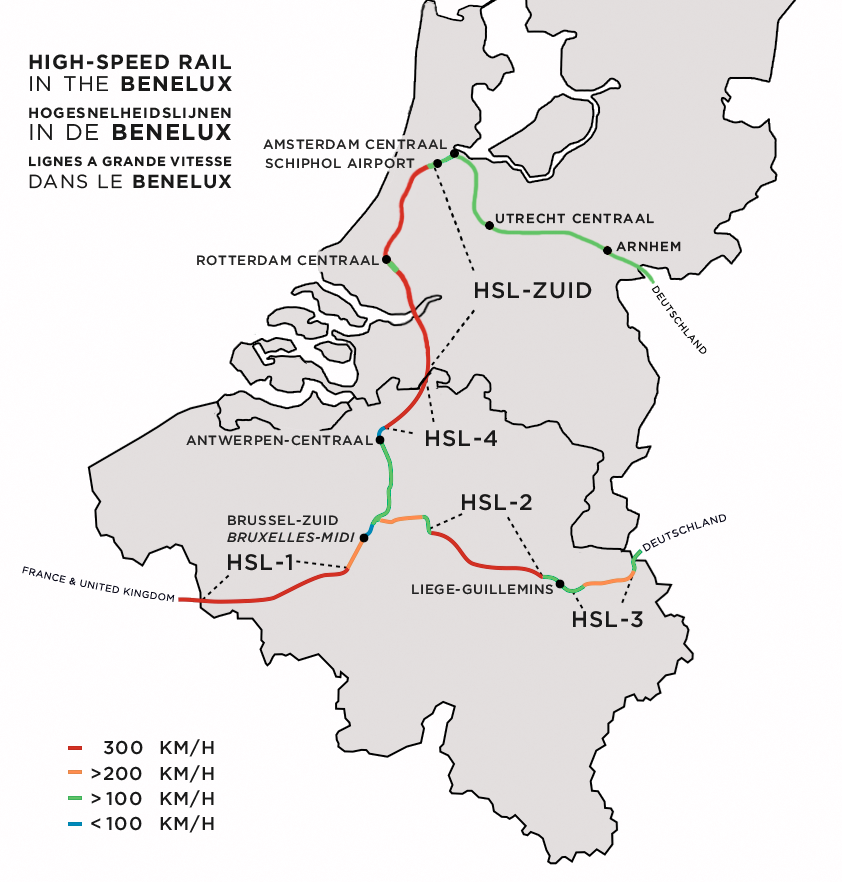

Ligne en service
- HSL-Zuid

### Pologne
Ligne en service
- Ligne de Varsovie à Gdańsk
- Ligne de Grodzisk Mazowiecki à Zawiercie (en)
- Ligne de Varsovie à Białystok

Ligne en projet
- Ligne à grande vitesse du « Y » (pl)

### Portugal
Lignes en projet
- Lisbonne-Badajoz
- Lisbonne-Porto
- Porto-Vigo
- Évora-Faro

### Royaume-Uni
Ligne en service
- High Speed 1 : sortie du tunnel sous la Manche-Londres (1er tronçon ouvert en 2003, 2e tronçon ouvert le 14 novembre 2007)

Lignes en construction
- High Speed 2 : 5 corridors en étude, pour une mise en service envisagée d'ici 2040[23].

La ligne fait partie d'un ensemble de projets initiés début 2009 par le gouvernement britannique dans le cadre d'un plan de relance,.

### Suisse

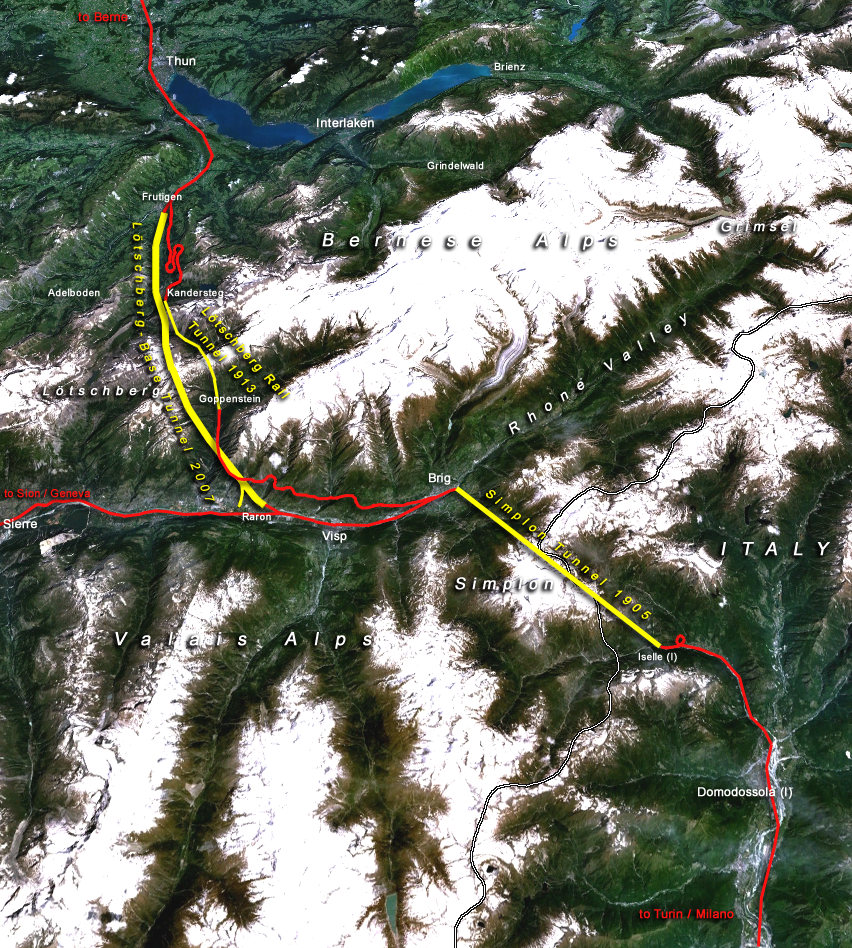

#### Lignes en service
- Ligne Mattstetten-Rothrist relie Berne à Olten. 45 km. Mise en service le 12 décembre 2004. (vitesse maximale de 200 km/h).
- Tunnel de base du Lötschberg. 34 km. Inauguré en juin 2007, mise en service en décembre 2007. (vitesse maximale de 250 km/h).
- Tunnel de base du Saint-Gothard. 57 km. Inauguré le 1er juin 2016, mise en service le 11 décembre 2016. (vitesse maximale de 250 km/h).
- Tunnel de base du Ceneri. 15,4 km. Inauguré le 4 septembre 2020, mise en service le 13 décembre 2020. (vitesse maximale de 250 km/h).

### Russie
ligne en service

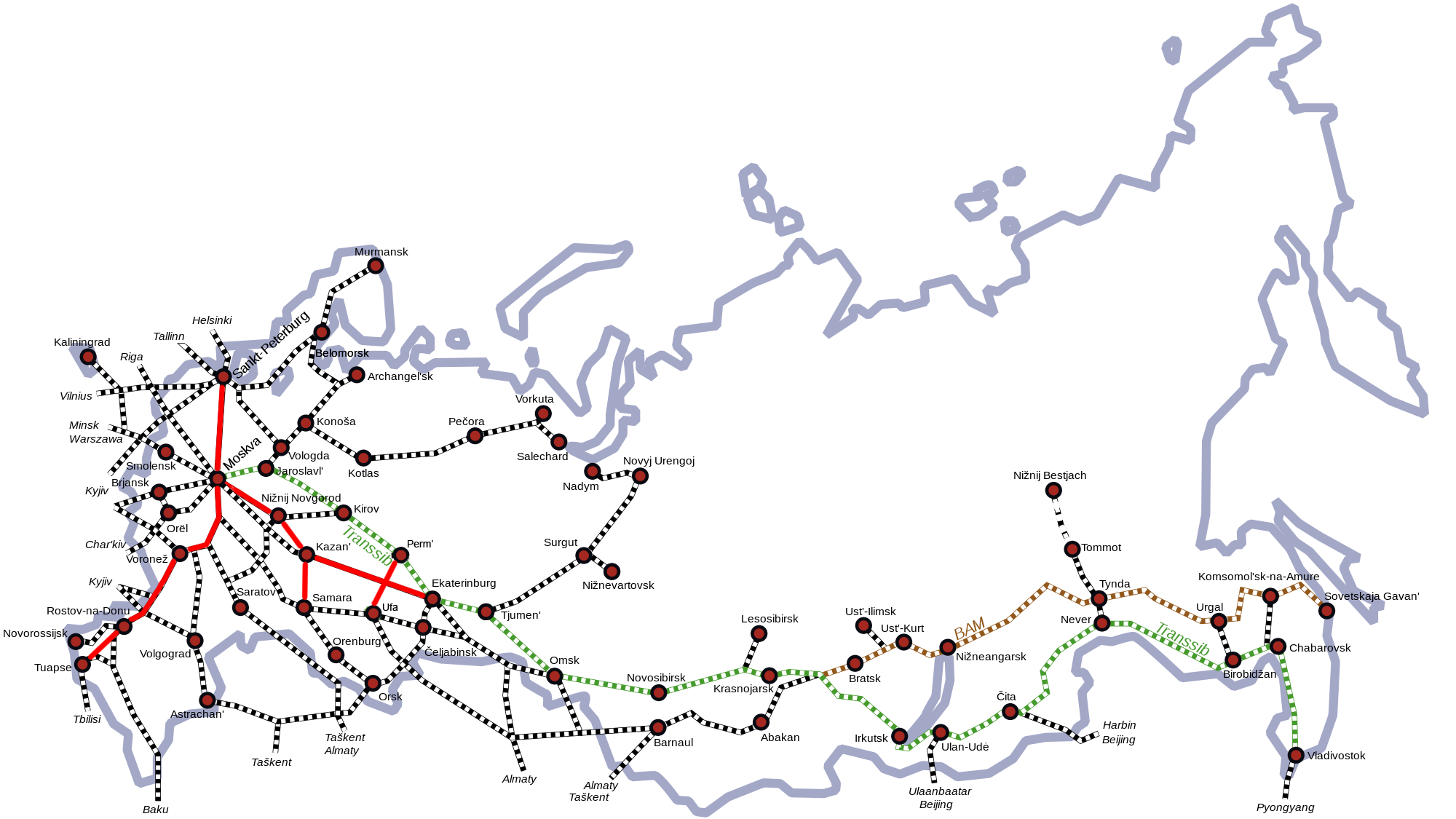
Réseau grande vitesse russe d'ici 2030

Depuis le 17 décembre 2009, la ligne de Moscou à Saint-Pétersbourg a été aménagée pour des vitesses allant jusqu'à 250 km/h sur quelques tronçons. Le meilleur train effectue les 650 km du trajet en 3 h 45 min, soit une vitesse moyenne d'environ 175 km/h.
Une ligne est en projet entre Moscou et Kazan à 800 kilomètres à l'est de la capitale russe. Son ouverture est prévue en 2024. Elle pourrait être prolongée jusqu'à Iekaterinbourg. Il est prévu qu'elle soit le trajet de la LGV Moscou-Pékin, qui passera par le Kazakhstan et dont la finalité est une liaison à l'horizon 2026, permettant de relier les villes d'Europe de l'Ouest comme Londres ou Paris à Pékin en 48 heures.